# منفورة
المنفورة أو الخبيصة هي طبق حلى عربي من العصيدة بالبيض. تشتهر المنفورة في الخليج وتُحضّر بخلْط ممزوج العجين مع البيض باستمرار على نار هادئة.